# Carsten Pörksen

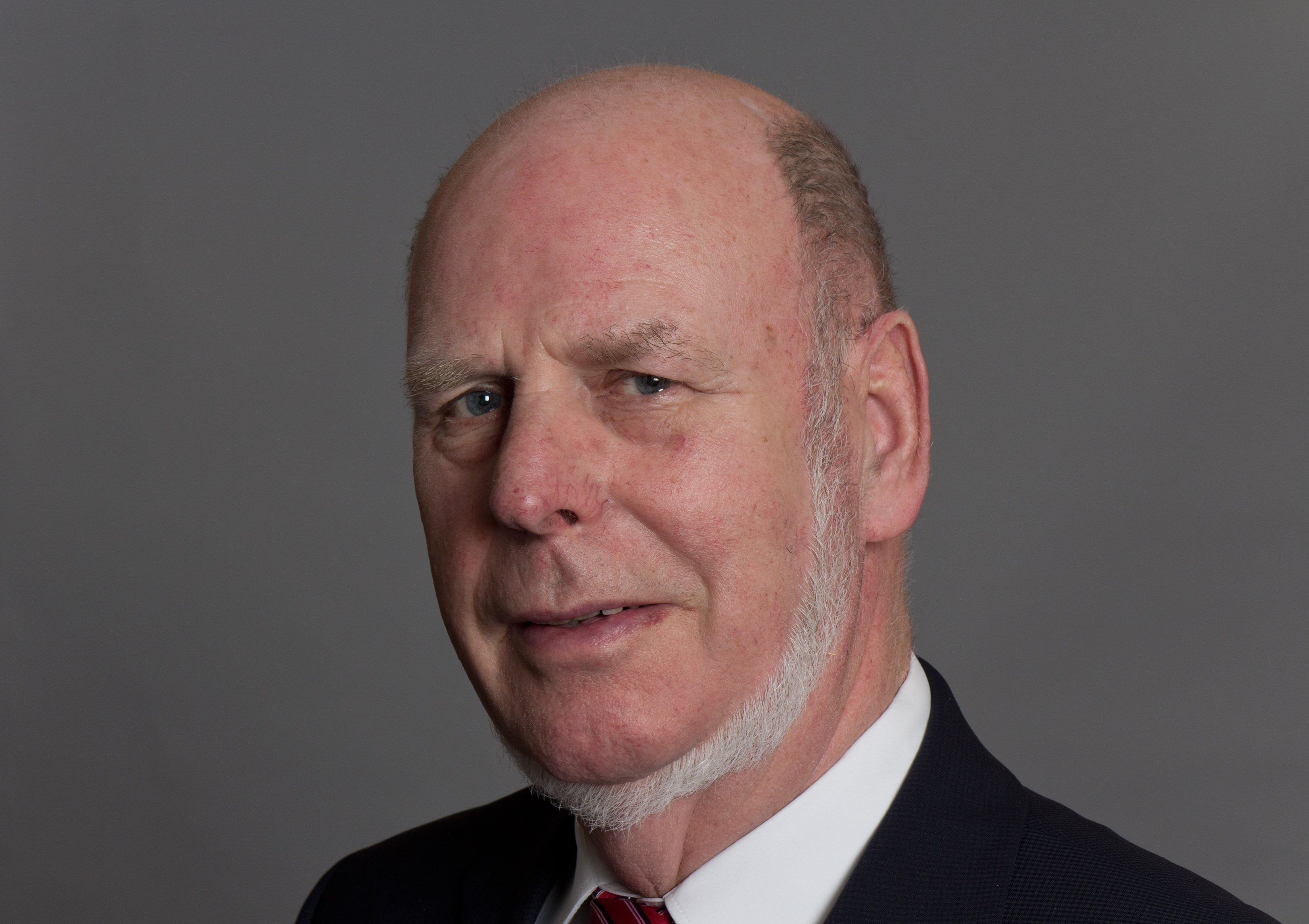
Carsten Pörksen (2014)

Carsten Pörksen (* 18. Juli 1944 in Nebel auf Amrum) ist ein deutscher Politiker der SPD. Von 1991 bis 2016 war er Mitglied des Landtages Rheinland-Pfalz.

## Herkunft und Werdegang
Pörksen wuchs auf Amrum auf, wo sein Vater als Pfarrer an der St.-Clemens-Kirche wirkte. Er absolvierte 1964 sein Abitur an der Friedrich-Paulsen-Schule in Niebüll und leistete anschließend seinen Wehrdienst. Ab 1966 studierte er Jura. Er legte 1974 das 2. juristische Staatsexamen ab. Von 1975 bis 1978 war er als Rechtssekretär beim DGB in Bad Kreuznach beschäftigt, von 1978 bis 1984 war er Kreisvorsitzender des DGB in der Region Nahe-Hünsrück. Von 1984 bis 2009 war er Geschäftsführer der Gemeinnützigen Wohnungsbaugesellschaft in Bad Kreuznach. Außerdem war er über zwölf Jahre Vorsitzender der Kreisvereinigung der Lebenshilfe. Pörksen ist verheiratet und hat drei Kinder.

### Politik
Seit 1969 ist Pörksen Mitglied der SPD. Von 1979 bis 1999 und seit 2009 ist Pörksen Mitglied des Stadtrates in Bad Kreuznach – ab 1985 auch Vorsitzender der SPD-Stadtratsfraktion. Seit 1999 ist er Mitglied und gleichzeitig Fraktionsvorsitzender des Kreistages des Landkreises Bad Kreuznach. Ab der Landtagswahl 1991 vertrat er den Wahlkreis Bad Kreuznach (Wahlkreis 17) als Landtagsabgeordneter im rheinland-pfälzischen Landtag. Ab 2006 war Pörksen stellvertretender Fraktionsvorsitzender, Mitglied im Innen- sowie im Rechtsausschuss des Landtages, war Vorsitzender der Datenschutzkommission und Vorsitzender der G 10-Kommission und der Parlamentarischen Kontrollkommission. Nach der Landtagswahl 2011 war er der Alterspräsident der konstituierenden Sitzung. Von Dezember 2014 bis Mai 2016 war er Parlamentarischer Geschäftsführer der SPD-Fraktion im Landtag. Mit der Landtagswahl 2016 schied er aus dem Landtag aus.